# Por aquí, por acá / Carpas y amor
Por aquí, por acá / Carpas y amor es un sencillo del cantautor chileno Payo Grondona, lanzado en 1971 bajo el sello chileno DICAP. Varias décadas más tarde, ambos temas aparecieron en su álbum recopilatorio del año 2007 Cancionero político, de edición independiente.

## Lista de canciones
Toda la música compuesta por Payo Grondona. 
| Lado A |                     |          |  |
| N.º    | Título              | Duración |  |
| 1.     | «Por aquí, por acá» |          |  |

| Lado B |                 |          |  |
| N.º    | Título          | Duración |  |
| 2.     | «Carpas y amor» |          |  |